# Pseudagrionoptera
Genre
Pseudagrionoptera est un genre de la famille des Libellulidae appartenant au sous-ordre des anisoptères dans l'ordre des odonates. Il ne comprend qu'une seule espèce : Pseudagrionoptera diotima.

## Espèce du genrePseudagrionoptera
- Pseudagrionoptera diotima (Ris, 1912)